# 軌間可変電車

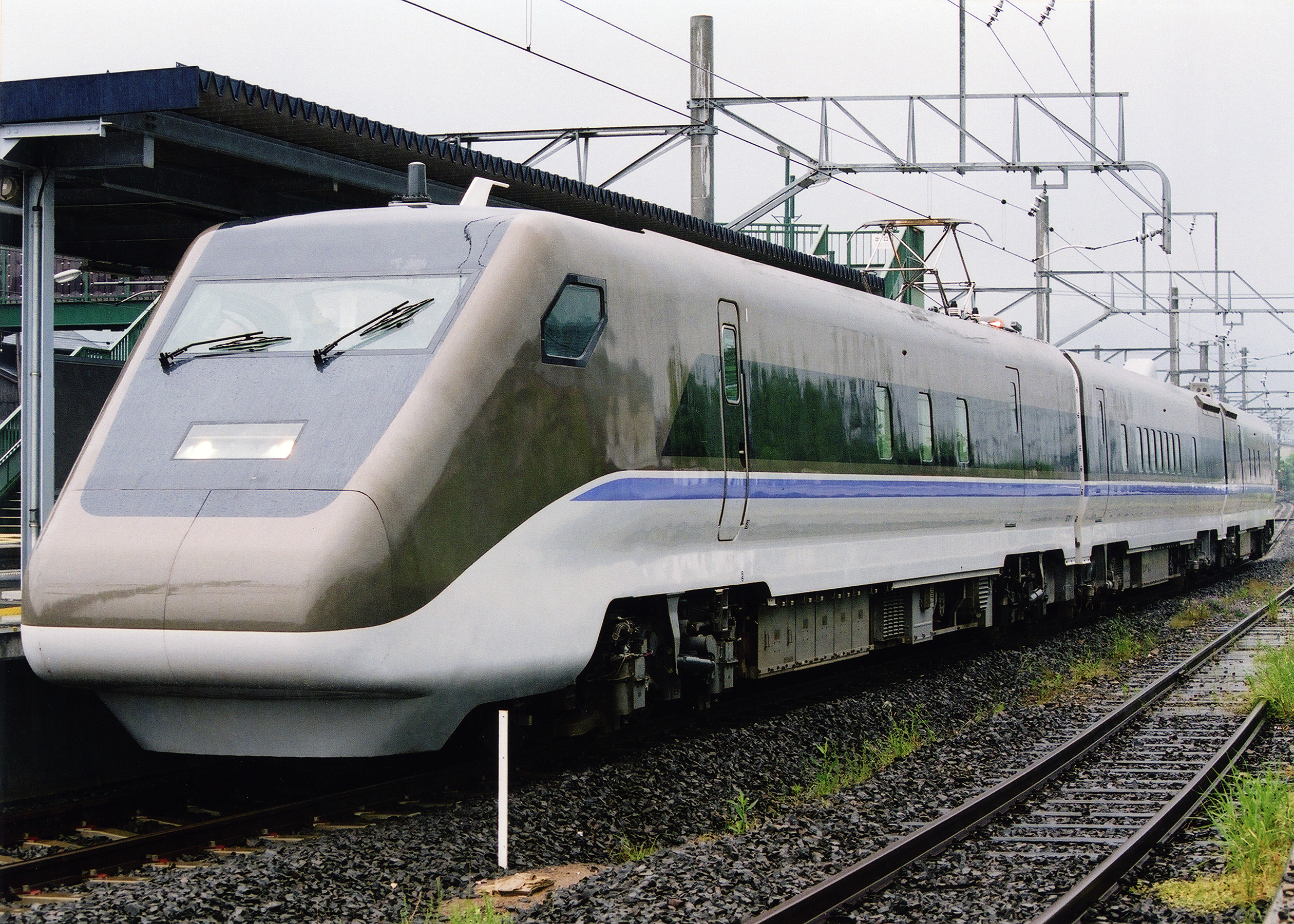
第一次試験車両（予讃線 鴨川駅にて 2003年（平成15年）5月撮影）

日本における軌間可変電車（きかんかへんでんしゃ）とは、電車軌間を線路軌間に変動可能な試験電車。フリーゲージトレイン（Free Gauge Train, FGT） ともいうが、これは和製英語であり、直訳すると「軌間が定まらない列車」となる。英語では Gauge Changeable Train または Gauge Convertible Train (共に直訳で「軌間可変列車」)と呼称される。
日本では、主に標準軌（1,435 mm）と狭軌（1,067 mm）の両方の線路上を走行可能な車両を開発すべく、国土交通省の施策で日本鉄道建設公団（現・鉄道建設・運輸施設整備支援機構）の委託によりフリーゲージトレイン技術研究組合が開発を進めていたが、日本の急曲線が多い環境への対応が難しく実用化に至っていない。2025年度（令和6年度）中に九州新幹線内に残る最後の試験設備の撤去工事の完了が予定されており、共同通信社によると開発を事実上断念する方向である。

## 概要
軌間可変は鉄道車両が異なる軌間の線路へ直通できる機構で、この機構を用いれば例えば標準軌と狭軌の路線間を直通運転する列車を運行でき、乗客・貨物・荷物の乗り換え・載せ替えが不要となって利用者の負担軽減を図ることができる。具体的な数値として、日本鉄道建設公団（現・鉄道建設・運輸施設整備支援機構）が新在直通運転について2001年（平成13年）に公開した報告書『新幹線直通運転化事業調査報告書』は、「通常の乗り換え1回の解消は、乗車時間が30分程度短縮される効果と同等の価値を有する」としている。
オイルショックの経済混乱期以降、整備新幹線の建設にあたってはその効果に加えてコストも重視されるようになり、改軌（ミニ新幹線）方式と本項の軌間可変電車方式による整備が検討された。軌間可変電車方式は、全線フル規格新幹線に対しては所要時間の面で格段に劣るが、新規路線の建設用地確保が不要であるため建設コストや建設期間を大幅に抑えられる。また、ミニ新幹線方式に対しては改軌によるコストや在来線のネットワークの寸断が生じないという利点がある。さらに、直通運転によるメリットは新在直通運転だけでなく軌間が異なる在来線路線同士の直通運転（在来線軌間可変電車）でも当てはまると考えられた。
しかし、1990年代の研究開始以来、実用化のめどはなお立っておらず、開発費が嵩んでいる。開発に投じた公金は約550億円。これまでの試験車両の試験結果では、新幹線区間では目標を達成しているものの、在来線の曲線区間においては、既存の特急列車に比べて速度が最大で40 km/hも低い状態であった。その後新たに開発された新形台車も振動や速度、車軸摩耗といった問題があった。2020年（令和2年）9月2日、国土交通省鉄道局次長（当時）は佐賀県議会新幹線問題対策特別委員会で「安全性と経済性を考え、これ以上はFGT開発に予算と時間を費やせない」と強調して語った。新在直通車両のFGTはフル規格新幹線車両の1.9倍から2.3倍割高な上、最高速度は270km/hであり、300km/h時代（500系/N700系は300km/h、E5系/E6系は320km/h）には使えないという背景もあった。
2022年に部分開業した西九州新幹線（武雄温泉 - 諫早）では軌間可変電車の実用化を前提として工事が進められていたが、実用化の目処が立たなかったことからJR九州は軌間可変電車の導入を断念した。
軌間が異なる路線同士の在来線の直通運転（異ゲージ在来線直通運転、在来線軌間可変電車）は、近畿日本鉄道の京都線・橿原線と吉野線の直通運転と、東京都大田区などが計画中の蒲蒲線（新空港線）を介した東急多摩川線と京急空港線の直通運転で導入が検討されている。

## 開発過程

### 要素技術開発
- 1993年（平成5年）3月、タルゴ社が、日本で台車をつくることについて住友金属工業に軌間可変車軸のライセンスを与えた[10]。
- 1994年（平成6年）より鉄道総合技術研究所が台車や軌間変換の基礎技術開発を進めた。

### 第一次試験車両
- 1998年（平成10年）

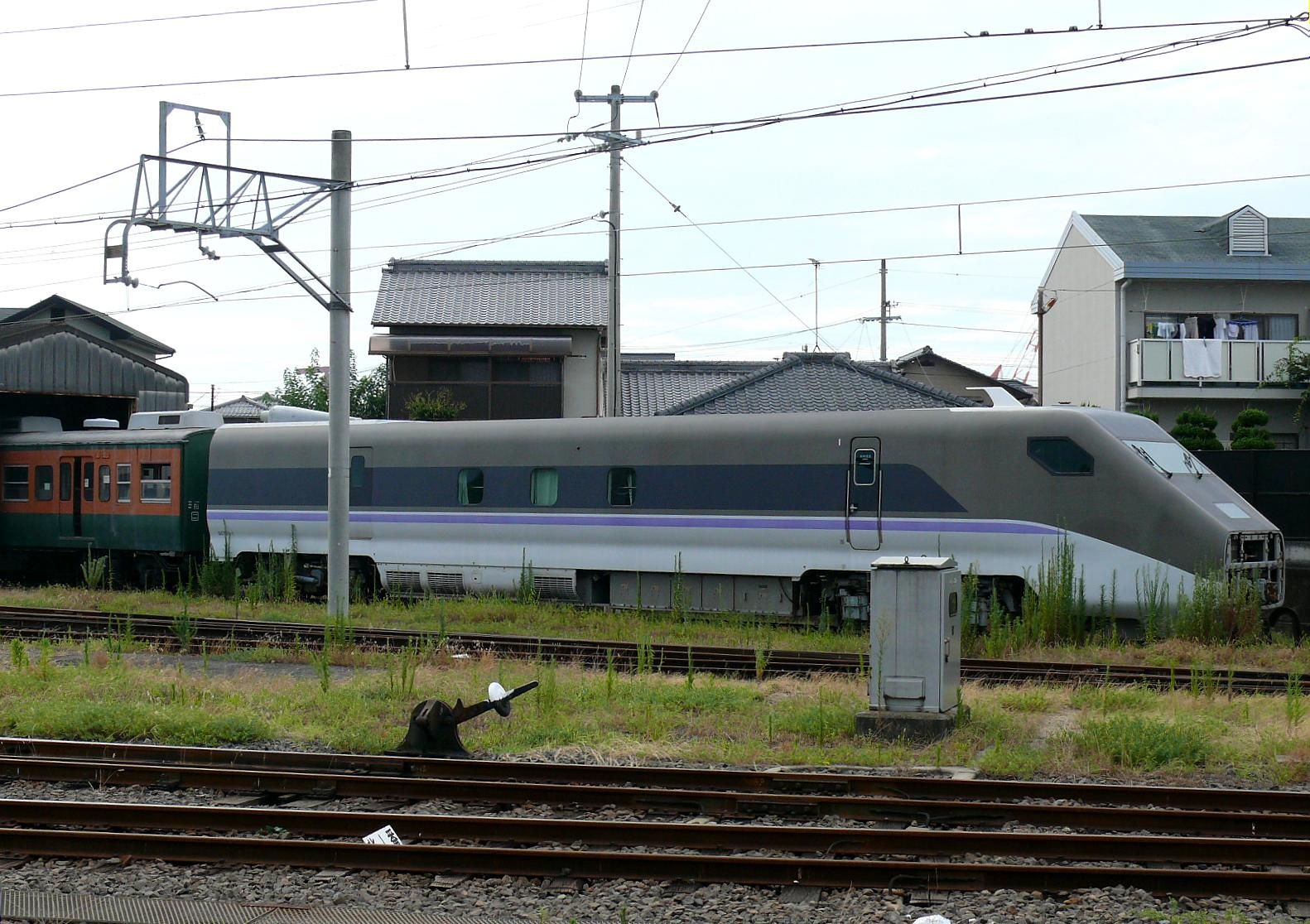
JR四国多度津工場にて保管されていた第一次試験車（2008年（平成20年）撮影）

  - 10月、第一次試験車両（GCT01）が製造された[11]。所有は鉄道総合技術研究所（鉄道総研）
  - 11月2日、鉄道総研へ搬入され12月まで構内で試験走行[11]
- 1999年（平成11年）
  - 1月22日 - 1月31日、山陰本線（米子 - 安来）で走行試験（100 km/h）[12]
  - 4月 - 2001年（平成13年）1月、アメリカ合衆国コロラド州にある運輸技術センター（TTCI）プエブロ実験線で、標準軌での高速耐久試験を実施。最高速度246 km/h、累積走行距離600,000 km、軌間変換回数2000回を達成
- 2001年（平成13年）
  - 11月、日豊本線で基本走行試験
  - 12月 - 2002年（平成14年）1月、新下関保守基地で軌間変換試験
- 2002年（平成14年）
  - 2月、日豊本線で基本走行試験
  - 7月 - 9月、新下関保守基地で軌間変換試験
  - 10月 - 11月、日豊本線（西小倉 - 新田原、別府 - 佐伯）で在来線の速度向上試験（130 km/hを達成）
- 2003年（平成15年）5月 - 6月、予讃線で走行試験
- 2004年（平成16年）8月23日 - 10月28日、山陽新幹線で新幹線での走行試験、新山口 - 新下関間を15回に渡って走行（最高速度210 km/hまでを試験）
- 2006年（平成18年）までに試験が終了し、JR九州小倉工場内に留置されていたが、2007年（平成19年）4月以降はJR四国多度津工場内に移動。その後も留置されていたが、2013年（平成25年）7月23日から解体が始まった[13]。

第一次試験車両はGCT01-1、GCT01-2、GCT01-3の3両編成。走行試験では新幹線区間でも200 km/hまでしか出せず、車輪が揺れる問題もあった。
この車両の試験にともない、新下関駅構内に直流1,500 V - 交流25 kV（60 Hz）のデッドセクションと軌間可変装置が設置された。また、GCT01は車籍を持っておらず、保守用のモーターカーと同じ扱いとなるため、試験時には線路閉鎖の必要があった。

### 第二次試験車両

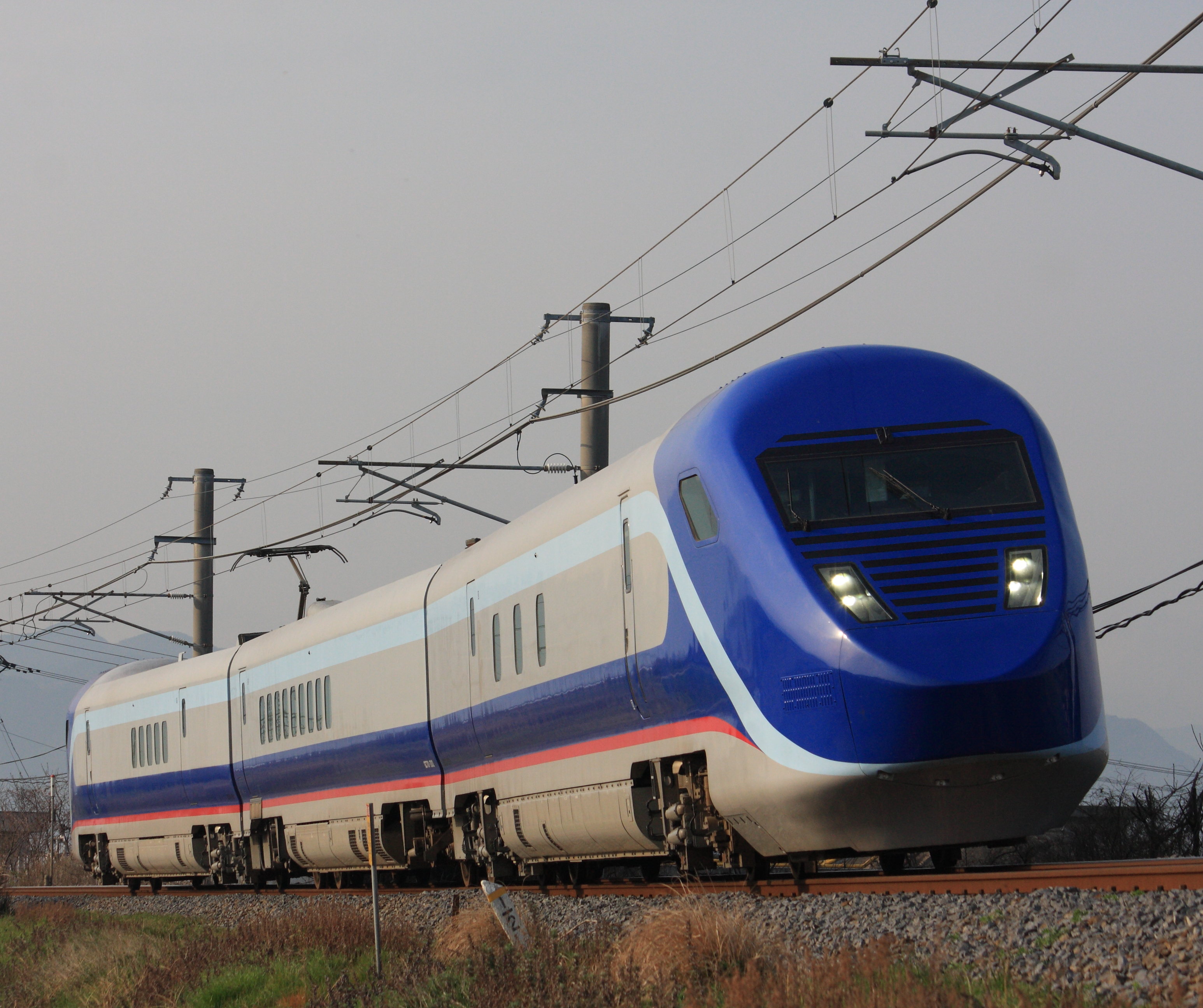
予讃線で在来線耐久試験を行う第二次試験車（2012年（平成24年）撮影）

- 2002年（平成14年）8月、フリーゲージトレイン技術研究組合発足
- 2003年（平成15年）、二次車両開発着手
- 2006年（平成18年）10月、JR四国多度津工場にて二次車両の台車走行試験
- 2007年（平成19年）
  - 3月5日 - 7日深夜、東京都国分寺市の鉄道総研から小倉工場へ輸送
  - 12月9日 小倉工場 - 西小倉駅間で在来線の走行試験を開始
- 2009年（平成21年）
  - 5月18日 - 19日深夜、小倉工場から熊本操車場に回送
  - 6月、不定期で新八代駅構内の軌間変換試験
  - 6月22日 - 23日深夜、熊本操車場から小倉工場に向けて回送
  - 7月、九州新幹線内で実験
- 2010年（平成22年）9月、軌間可変技術評価委員会で軌間可変機構などの技術確立をしたと評価
- 2011年（平成23年）
  - 3月、JR四国多度津工場に回送・改良台車完成
  - 6月、予讃線での試験走行を開始
  - 10月、軌間可変技術評価委員会で急曲線目標達成確認・軌間可変電車の基本技術を確立したと評価
  - 12月、予讃線で在来線耐久試験を開始
- 2013年（平成25年）
  - 2月、予讃線多度津 - 伊予三島間で実施されていた走行実験の区間が2月12日から多度津-松山間に延長された[15][16]。

2007年（平成19年）5月27日、鉄道建設・運輸施設整備支援機構により、JR九州小倉工場で、試験車両が報道公開された。GCT01-201、GCT01-202、GCT01-203の3両編成で、オール電動車（在来線区間交直両用）。車体はアルミニウム合金製。営業運転を意識し、中間車に座席が設けられた。駆動装置は、1次車で直接駆動方式とカルダン駆動方式と2種類設けられたものが、カルダン駆動方式に統一された。一方で、ブレーキシステムはディスクブレーキ（1、2号車）と、原動機内にブレーキを持つばね間ブレーキ（3号車）の2種類が設けられ、双方の有用性をはかる。高速性能を高めるために先頭形状をより抵抗の少ない流線型にし、各種機器の簡素化を図って車体が軽量化された。1、2号車に新在兼用の低騒音集電装置（パンタグラフ）が搭載された。空気ばねが利用された電子制御の車体傾斜装置が備えられた。新車両の開発費は1編成約30億円。
一次車両より軽量化された台車となり、振動、揺れが軽減され、乗り心地の改善が図られている。新幹線区間での最高速度は275km/h、在来線区間で130km/hが目標とされ、前者は270km/h運転を実現した が、在来線のカーブ区間では線路への高負荷のため80km/h程度と目標に及ばなかった。
新八代駅構内に新在直通試験線と交流25kV - 20kV（60 Hz）のデッドセクション、軌間可変装置が設置された。
小倉工場で基本的な安全性を確認したのち、8月までに日豊本線で走行試験が開始される予定であったが、機器類の調整で12月まで延期された。2009年（平成21年）6月に新八代駅構内の新在直通試験線での新在直通試験実施。2009年（平成21年）7月下旬からは九州新幹線鹿児島ルートの新水俣 - 川内間において新幹線区間の走行試験が実施され、最高速度は270km/hだった。しかし、台車に問題が多く、この台車での実用化は断念された。走行試験は2009年（平成21年）末で中断され、2010年（平成22年）現在新たな台車の開発に移行したものの、その「3代目」の台車でも車輪のぶれが発生し、改良が難航していた。9月7日に開かれた国の軌間可変技術評価委員会ではカーブでの走行試験結果について「台車の改良だけでは目標達成は難しい」とし、今後は台車の小型・軽量化と併せ、レールの継ぎ目を少なくする「ロングレール化」やレールの幅など誤差の管理を厳しくする「軌道整正」などの改良を検討し、目標達成を目指す考えを示した。一方、車輪の幅を変える軌間可変機構などの技術は一定の耐久性を確認し「確立のめどが立った」としている。
2011年（平成23年）3月に改良台車が完成し、四国へ送られる。当初は4月から試験走行を開始すると報じられたが、予定より遅れて6月28日に予讃線 多度津 - 坂出間で新しい台車を装着した試験走行がスタートした。8月22日からは多度津 - 多喜浜間でカーブ区間の走行試験を実施。これらの結果などが10月27日の軌間可変技術評価委員会で審議され、急カーブの走行試験は台車の軽量化、ロングレール化などで在来線カーブの目標速度である85 - 130 km/hを達成したことを確認。これにより、課題とされた在来線カーブでの走行試験で目標を達成し「実用化に向けた基本的な走行性能に関する技術は確立している」との評価をまとめた。
12月15日からは予讃線で在来線耐久試験が開始され、2013年9月21日に走行試験終了。それまで計10万kmを走行する。その他、新幹線高速走行試験なども行い、それらの結果を確認し実用化の最終判断を国が2013年度中に行う見通しとされた。
- 2014年（平成26年）
  - 2月26日 - 国交省の技術評価委員会は、約7万キロの耐久走行試験などの結果を踏まえ、「基本的な耐久性能の確保にめどがついた」と判断した[25][26]。今後は新幹線軌道と在来線軌道を繰り返し走行する「3モード耐久走行試験」へと移り、実用化に向けた最終段階に入る[25][26]。

新たな試験用には第三次試験車両が新造されることになり、第二次試験車両は実験を終了した。先頭車の1両は2014年7月20日より、愛媛県西条市の四国鉄道文化館南館で保存展示されている。

### 第三次試験車両

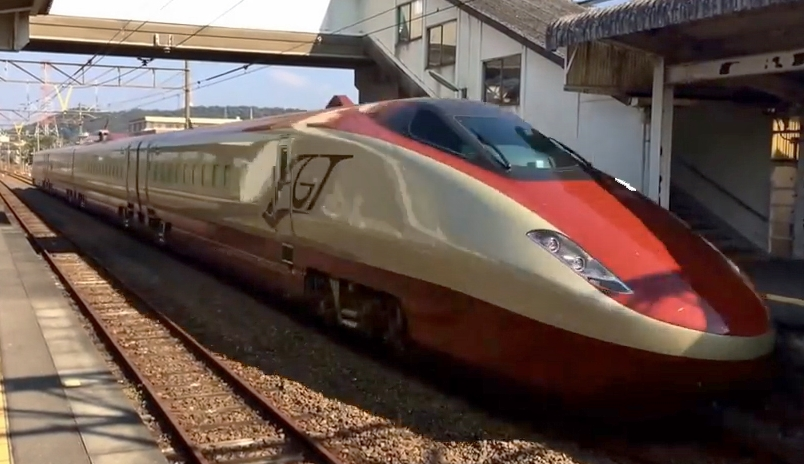
三代目フリーゲージトレイン（松橋駅）

営業車両となる三次車両による実用化は当初、2010年（平成22年）とされており遅れていたが、二次車両での結果をふまえ政府は、2012年（平成24年）度予算案に過去最多の61億8700万円を計上し、実用化に向けて二次車両より軽量化・長編成化した三次車両の設計製作に着手した。
- 2014年（平成26年）2月21日、中間車1両が日立製作所笠戸事業所より川崎重工兵庫工場へ航送された。
- 2014年（平成26年）4月19日、JR九州熊本総合車両所にて三次車両が報道陣に公開された[29]。「FGT-9001」（1号車）・「FGT-9002」（2号車）・「FGT-9003」（3号車）・「FGT-9004」（4号車）の4両編成で全電動車（直流区間は非対応）。製造メーカーは1・3・4号車が川崎重工業、2号車が日立製作所。外観は、「ディープレッド」と「シャンパンゴールド」の2色でまとめられている。先頭車はなめらかな流線形で、側面に「FGT」のロゴが入る。車内も赤を基調とした内装になった[30]。なお、座席は300系からの廃車発生品(モケット張替)の流用である。炭素繊維強化プラスチックを使うなどして、これまでの車両より1両当たり約2トン（4％）軽くなり[31]、通常の新幹線並みの43トンを実現[32](新幹線N700系の1両あたり平均重量は43トン、東北新幹線E5系は同45トン)[33]、FGT最大の弱点といわれた重量問題を克服している[32]。電機品は東芝が担当した[34]。
- 2014年（平成26年）4月20日、熊本県内で走行試験を開始した[35][36]。最高速度は新幹線区間が270km/h、在来線区間が130km/h、新幹線・在来線を結ぶ接続線では50km/h、軌間変換装置の通過時は10km/hで走行する[35]。3年間で新幹線 - 軌間変換 - 在来線を繰り返し走行する「3モード耐久走行試験」を通常の新幹線の検査周期と同じ60万km分行う予定[35][36]。
- 2014年（平成26年）8月29日、国土交通省はフリーゲージトレインの開発費に2015年度予算の概算要求で前年度比35％増の28億9700万円を計上し、新たに耐雪・耐寒化の雪対策を施した寒冷地仕様車の開発も始めると発表[37]。
- 2014年（平成26年）10月19日、4月から導入した試験車両が設計通りの性能を持つか確認していたが、結果が良好だったため、より営業運転に近い形での新幹線、軌間変換、在来線を繰り返す「3モード耐久走行試験」へ移行[38][39]。
- 2014年（平成26年）12月24日、耐久走行試験の一時休止を発表[40]。2014年11月29日までに約400回の軌間変換を行い、約3万3,000kmを走り込んだが、一部の台車を確認した際に、スラスト軸受のオイルシールに部分的な欠損が発生し、すべり軸受と車軸の接触部に微細な磨耗痕も確認されたため、必要な対策の検討をはじめ、初期段階での部品点検のための詳細調査を実施することになり、その間の走行試験を見合わせることが決まった[40]。
- 2015年（平成27年）8月28日、国土交通省はフリーゲージトレインの開発費に2016年度予算の概算要求で前年度比36％増の27億4600万円を計上[41]。
- 2015年（平成27年）11月27日、石井啓一国土交通大臣が会見で、トラブルの検証に一定のめどがついたため専門家による検証結果の審議を近く始めると表明[42]。
- 2015年（平成27年）12月4日、国土交通省が、不具合の原因推定と対策案を技術評価委員会に報告、内容を公表[43]。
- 2016年（平成28年）12月3日、車軸の摩耗具合や安定性の検証走行試験を開始[44][45]。試験走行再開は試験車両の車軸の不具合で中断してから約2年ぶり[44][45]。2017年3月までレール幅の異なる九州新幹線熊本 - 鹿児島中央と在来線の熊本 - 八代で約1万キロを走らせ、車軸が摩耗しないよう改良した部品の効果を確認し、技術評価委員会が耐久走行試験を再開できるかを判断するとしている[44][45]。
- 2017年（平成29年）7月14日、国土交通省は、台車に改良を加えて2016年12月から実施した走行試験でも車軸に磨耗が見つかったことを明らかにし、2022年度の九州新幹線西九州ルート（長崎ルート）暫定開業時には、FGTの先行車両導入は間に合わないとの見解を示した[46]。一方で課題だった車軸の磨耗は「従来の100分の1」まで軽減させることに成功したことも明らかにされた[46]。
- 2017年（平成29年）7月25日、JR九州の青柳俊彦社長は、与党の整備新幹線推進プロジェクトチーム（与党PT）の会合で、「フリーゲージトレインによる運営は困難」だとして、九州新幹線 (西九州ルート)へのフリーゲージトレイン導入を断念すると発表した。フリーゲージトレインは一般の新幹線より車両関連費が2倍前後かかり、全面導入すればJRにとっては年間約50億円の負担増につながると試算されたため「前提である収支採算性が成り立たない」とし、また安全性も「まだ確立できていない状態」であることを理由に述べた。同時に、九州新幹線 (西九州ルート)博多 - 長崎間全線のフル規格での整備を求める考えも示した[47]。
- 2018年（平成30年）8月27日、国土交通省はフリーゲージトレインについて、北陸新幹線への導入を断念する方針を明らかにした[48][49][50]。開発に関しては近畿日本鉄道が在来線での活用を検討しており、日本国政府は予算を縮小して開発を続ける[48][49]。

試験断念後は川内駅に留置されていたが、2024年7月末から解体が始まった。

### 寒冷地仕様試験車両
2014年（平成26年）9月17日、JR西日本は金沢 - 敦賀間の開業に向けて開発を進めている「北陸ルート仕様」のフリーゲージトレインについて、2014年10月から模擬台車を使った軌間変換試験を始めると発表。2014年度中に北陸ルート仕様の6両編成の試験車両の設計と製作に着手。北陸本線敦賀駅構内に新設する約180メートルの実験線を用いて、模擬台車にけん引車を連結して軌間変換装置を通過させ、変換動作の確認などを行う。試験車両の走行試験は2016年度中に始める。この案は既に不採用決定によってJR西日本から取り下げている。

### 在来線軌間可変電車
2018年（平成30年）5月15日、近畿日本鉄道は京都線・橿原線（標準軌、1,435mm）と吉野線（狭軌、1,067mm）の間で軌間可変電車による在来線区間同士の直通運転を実施することを検討すると発表と発表した。観光客の輸送を目的としており、実現すると京都駅から橿原神宮前駅での乗換えなしで吉野駅まで行くことができる。同社は2022年（令和4年）5月25日に「鉄道技術展・大阪」に説明パネルを出展しており、引き続き開発を継続していることが判明した。

## 実用化に際しての課題
以下の理由により、九州新幹線（西九州ルート）での営業量産車両は不採用となった。
- 軌間可変装置の通過時間
  - 軌間可変装置の通過速度向上にも重点が置かれている。開発当初は極端な低速でしか通過できず、1両通過するのに1分以上掛かる状況であった。その場合だと長編成の列車になれば軌間変更に時間が掛かることになり、結局は新八代駅で行われたような対面乗り換え（当時は九州新幹線の開業区間が新八代以南のみであったため、博多 - 新八代の在来線特急と新八代 - 鹿児島中央の新幹線列車との乗換が必要だった）の方が所要時間（約3分）の面では短いということになる。2009年（平成21年）5月現在、10 km/h程度まで通過速度が向上しており（分速166 m程度）単純計算すると20 m級車両なら1分で8両通過できることになるが、実際には様々な要因を含めて通過に要する時間は5分程度とされている[57]。
- ダイヤ組成の影響・山陽新幹線の保線負担
  - 九州新幹線（西九州ルート）の運営予定のJR九州は「関西からの直通列車が長崎まで来る」ことを計画していた。しかし、山陽新幹線を保有するJR西日本はダイヤ組成に影響がある点に加えて、台車の重さによって線路の傷みが早くなって線路保守費が増大するなどの問題点からフリーゲージトレインの山陽新幹線乗り入れに難色を示す発言をしていた[58][59]。2022年に予定される西九州ルート（長崎ルート）の開業までにこれらの問題点を解決して山陽区間を300 km/hで走行できる車両が実用化できるかが注目されていたが、こちらも第三次試験車両では解決できず、新幹線区間は270 km/hのままとなった[60][61]。
- 保安上の問題
  - 新幹線には踏切がないが、在来線には踏切が存在し、2本のレールの間に微弱な電流を流し列車検知を行っている（軌道回路）。しかしながら2008年から2009年にかけて日豊本線で行われた2次車での試験において、踏切接近時に検知できないトラブルが確認された。一般的な列車は車輪と車軸が電気的にも接続されているが、フリーゲージトレインは車軸の間を車輪が動く構造のため、車輪と車軸は別になり、一般の列車と比べると電気が伝わりにくくなり不検知が発生したと考えられる。これは保安上重大な問題であり、鉄道・運輸機構は対策を講じようとしたが、問題を十分に解決することができなかった[62]。
- 駅整備の負担
  - 狭軌対応の軌間可変車両は車両長や車体断面などの寸法が在来線規格となる。このため、一部のホームドア設置駅では客用扉の位置が合わなくなるため、ホームドアの改修が必要となる[60]。
- 過大な車両重量によるメンテナンスコストの増大
  - 標準軌の新幹線車両に比べ台車が数割重く、軌道やポイントに与える影響が大きい[60]。また、高速走行の際の騒音や振動が問題ともなる。
  - 軌間可変用の特殊な機構以外にも、新在共用走行のための運転保安設備を2系統備えるため、車両重量が増加する[61]。
  - 比較対象として、スペインのタルゴは機関車が客車を牽引する動力集中方式で、客車は左右の車輪が車軸で結ばれていないため、軌間可変装置を置くスペースが確保できている。また、機関車には客を乗せない分、車輪や台車を大きくすることで重量の問題を解決している。一方、日本の新幹線は動力分散方式の電車であり、全ての台車にモーターを設置するため、台車が重くなってしまう。また、広軌 - 標準軌（1668mm⇔1435mm）で軌間可変するタルゴと異なり、日本では標準軌 - 狭軌（1435mm⇔1067mm）で軌間可変するため、狭軌の限界寸法に合わせて機器類を設置しなければならず、軌間差（変換幅）もタルゴの15％に対し日本は26 %と大きいため、軌間可変装置を置くスペースがない[63][64][65][66]。
  - フリーゲージトレイン（FGT）第3次試験車は、車両軽量化対策として、高価な部品を用いることで、270 km/h走行を行う一般の新幹線電車と同じ重量を実現[61]。
  - 軌間可変台車は可動部を有していることから点検箇所が増え、摺動部品、摩耗部品は交換周期自体も短いため、メンテナンスコストが増大する。軌間可変技術評価委員会は、フリーゲージトレイン（FGT）第3次試験車の検証走行試験での車軸の不具合から、車軸の定期的交換を想定して一般の新幹線車両と経済性の比較を行った結果、車軸を240万 kmごとに交換する場合で一般の新幹線車両の2.5倍程度、台車検査周期の60万 kmで交換する場合は3倍程度のメンテナンスコストになると試算している[61]。

## 導入が検討されている路線
- 蒲蒲線（東急多摩川線と京急空港線）[67][68]
- 近畿日本鉄道（近鉄）京都線・橿原線と吉野線[69][70]

## かつて検討された路線

### 整備新幹線
- 1998年（平成10年）、政府の与党整備新幹線検討委員会で北陸新幹線 長野 - 上越間について、上越以西にフリーゲージトレインを導入した場合の需要予測及び収支改善効果が試算された。
- 1999年（平成11年）、自自政権の自自協議会や自自公政権の整備新幹線建設促進協議会で九州新幹線鹿児島ルート、西九州ルート（長崎ルート）、及び北陸新幹線敦賀以西でフリーゲージトレインの検討案（その後鹿児島ルート及び北陸新幹線はフル規格による整備と決定）。
- 2004年（平成18年）、政府与党合意で九州新幹線西九州ルート（長崎ルート）へ導入を目指すとされた。
- 2012年（平成24年）、国土交通省は、北陸新幹線の敦賀－大阪間について、当初は2025年予定だった敦賀延伸開業後も新線を建設せずにフリーゲージトレインによる在来線の湖西線への直通によるものとする案を提案した[71]。
- 2018年（平成30年）8月27日の政府与党とJR西日本の会合で、2023年春に前倒し予定となった敦賀延伸開業においては不採用となった[48][49][50]。

### 新在直通
- 1999年（平成11年）
  - 6月から日本鉄道建設公団の専門委員会で調査された5路線。高山本線、関西本線 - 紀勢本線（名古屋接続）、伯備線、瀬戸大橋線（岡山接続）、日豊本線（小倉接続）。
  - 10月から2年間運輸省の新幹線直通運転化調査委員会で調査された7路線10区間。羽越本線（新潟接続 - 酒田）、高山本線（名古屋接続 - 高山）、関西本線 - 紀勢本線（名古屋接続 - 近鉄名古屋線経由 - 津 - 新宮及び四日市 - 奈良）、阪和線 - 紀勢本線（新大阪接続 - 和歌山-新宮）、伯備線（岡山接続 - 米子-松江 - 出雲市）、瀬戸大橋線（岡山接続 - 高松-徳島、松山、高知）、日豊本線（小倉接続 - 大分-宮崎）。
- 2001年（平成13年）7月、秋田新幹線能代延伸をミニ新幹線ではなくフリーゲージトレインで行い、積雪地での実験線とする構想[要出典]。
- 新潟 - 山形両県による羽越本線高速化調査。
- 新潟県による信越本線高速化調査。
- 2006年（平成18年）
  - 4月
    - JR北海道会長が北海道新幹線からフリーゲージトレインで道東方面へ向かう構想を発表。JR北海道はそれを拒否[要出典]。
    - 4月、弘前市長がフリーゲージトレインで秋田新幹線を弘前まで乗りいれる構想を公約にして当選。JR東日本はそれを拒否[要出典]。

  - 8月、苫小牧市長が記者会見で北海道新幹線長万部からフリーゲージトレインで苫小牧方面へ向かう構想を発表。2007年（平成19年）度に苫小牧市など胆振管内の自治体による広域研究組織発足予定（北海道南回り新幹線も参照）。JR北海道はそれを拒否[要出典]。
  - 10月、福島県鉄道活性化対策協議会が、JR東日本に磐越西線へのフリーゲージトレイン導入等によるスピードアップを要望したが[注釈 1]、実用化の状態にないと回答。

### 通勤 - 近郊路線
かつて計画があった都市圏の路線。
- 一般鉄道
  - 京阪電気鉄道と江若鉄道[73]（江若鉄道は1969年11月1日に廃止。）

## 整備新幹線に関する政府与党合意
- 1996年（平成8年）12月25日「整備新幹線の取り扱いについて」政府 - 与党合意において、「新幹線鉄道の高速化効果を他の地域に均てんするための軌間自由可変電車の技術開発等の事業等を推進する」との文言が掲げられた。
- 2000年（平成12年）12月18日「整備新幹線の取り扱いについて」政府 - 与党申合せにおいて、「軌間可変電車の技術開発を推進し、早期実用化を図る」との文言が掲げられた。
- 2004年（平成16年）12月16日「整備新幹線の取り扱いについて」政府 - 与党申合せにおいて同様の文言が掲げられるとともに、九州新幹線西九州ルート（長崎ルート） 武雄温泉 - 諫早間につき「軌間可変電車方式による整備を目指す」とされた。
  - 整備新幹線関連文書 国土交通省。より